# 비토리오 포초
비토리오 포초(이탈리아어: Vittorio Pozzo vitˈtɔːrjo ˈpottso[*]; 1886년 3월 2일, 피에몬테 주 토리노 ~ 1968년 12월 21일, 피에몬테 주 토리노)는 이탈리아의 전 축구 선수, 감독이자 기자이다.
체계(Metodo) 전술 대형을 고안해낸 포초는 역대 최고의 감독으로 거론되며, 2022년을 기준으로 월드컵을 2번 우승한 유일한 국가대표팀 감독으로, 이탈리아 국가대표팀을 이끌고 1934년과 1938년에 연달아 정상에 올랐다. 위대한 거장(Il Vecchio Maestro)이라는 별칭으로 수식되는 그는 1936년 하계 올림픽에서 이탈리아의 금메달을 이끌어, 올림픽과 월드컵을 모두 석권한 유일한 감독이기도 하며 1930년과 1935년 중부 유럽 선수권 대회도 제패했다.

## 유년 시절
비토리오 포초는 1886년 3월 2일, 이탈리아의 토리노의 폰데라노 출신 가정에서 출생했다. 그는 고향 토리노의 카보우르 고등학교를 졸업했다. 그는 이후 프랑스, 스위스, 그리고 잉글랜드에서 어학연수를 하며 축구도 했다. 그는 20세기 초 맨체스터에서 학업을 하면서 맨체스터 유나이티드의 안쪽 수비수인 찰리 로버츠와 더비 카운티의 안쪽 좌측 공격수인 스티브 블루머를 만나기도 했다.

## 선수 경력
선수 시절, 포초는 스위스 취리히의 그라스호퍼에서 1905-06 시즌에 프로 선수로 활동했고, 이탈리아로 복귀해 토리노[당시 명칭은 토리노 축구단(Foot-ball Club Torino)였다]의 창단에도 일조했고, 5년 동안 몸담다가 1911년에 은퇴했다. 그는 이후 1912년부터 1922년까지 토리노의 기술 단장을 역임했다. 학업을 마친 포초는 피렐리에 입사해 임원을 맡았지만, 이후 이탈리아 국가대표팀을 지휘하기 위해 퇴사했다.

### 초기 경력
1912년 하계 올림픽 시점까지 이탈리아 국가대표팀은 "기술위원회"가 지휘했고, 포초는 공식 대회에 처음으로 참가할 이탈리아 선수단의 감독으로 포초를 선임했다. 이탈리아는 이 대회 첫 경기인 핀란드와의 6월 29일 경기에서 연장전 끝에 2-3으로 패하며 조기에 탈락했다. 포초는 국가대표팀의 역대 3번째 경기인 오스트리아와의 7월 3일 패자부활전에서 1-5로 패한 뒤 사퇴했다. 그는 이후 피렐리에 입사했다. 이후, 그는 1921년이 되어서야 연맹 감독, 심판, 선수, 은퇴 선수, 코치, 그리고 기자로 구성된 "기술위원회"의 일원으로 국가대표팀에 복귀했다.
그의 국가대표팀 임기 1기에는 다양한 인물군이 국가대표팀을 지도했다. 아우구스토 랑고네(1925-1928)과 카를로 카르카노(1928-1929)가 지도하는 시기를 제외하고, 포초는 1960년대까지 기술위원회에서 계속해서 활동했다. 포초는 이후 제1차 세계 대전에 알피니 중위로 복역했다.
1921년, 포초는 축구 협회로부터 리그 개편으로 리그 참가 구단 수가 감소가 불가피했기에 이에 대해 대구단과 중소구단 간의 갈등을 완화시킬 특명을 받았다. 중재 노력이 수포로 돌아가면서, FIGC와 CCI 리그 둘로 분열되었고, 이듬해가 되어서야 리그가 다시 하나로 합쳐졌다.
1924년, 1924년 하계 올림픽을 위해 포초는 다시 단독 감독으로 부임했다. 이탈리아는 이 대회에서 8강까지 올랐지만, 이번에는 스위스에 1-2로 패했다. 이 경기에서 패한 후, 포초는 지휘봉을 내려놓고 본업으로 돌아가 아내를 돌보았지만, 이후 지병으로 아내를 먼저 보냈다. 아내를 여읜 후, 그는 밀라노로 이주해 피렐리 본사에서 토리노에서의 라 스탐파 기자로도 근무했으며, 이후 기자로 평생을 살았다.

### 첫 중부 유럽 선수권 대회 우승

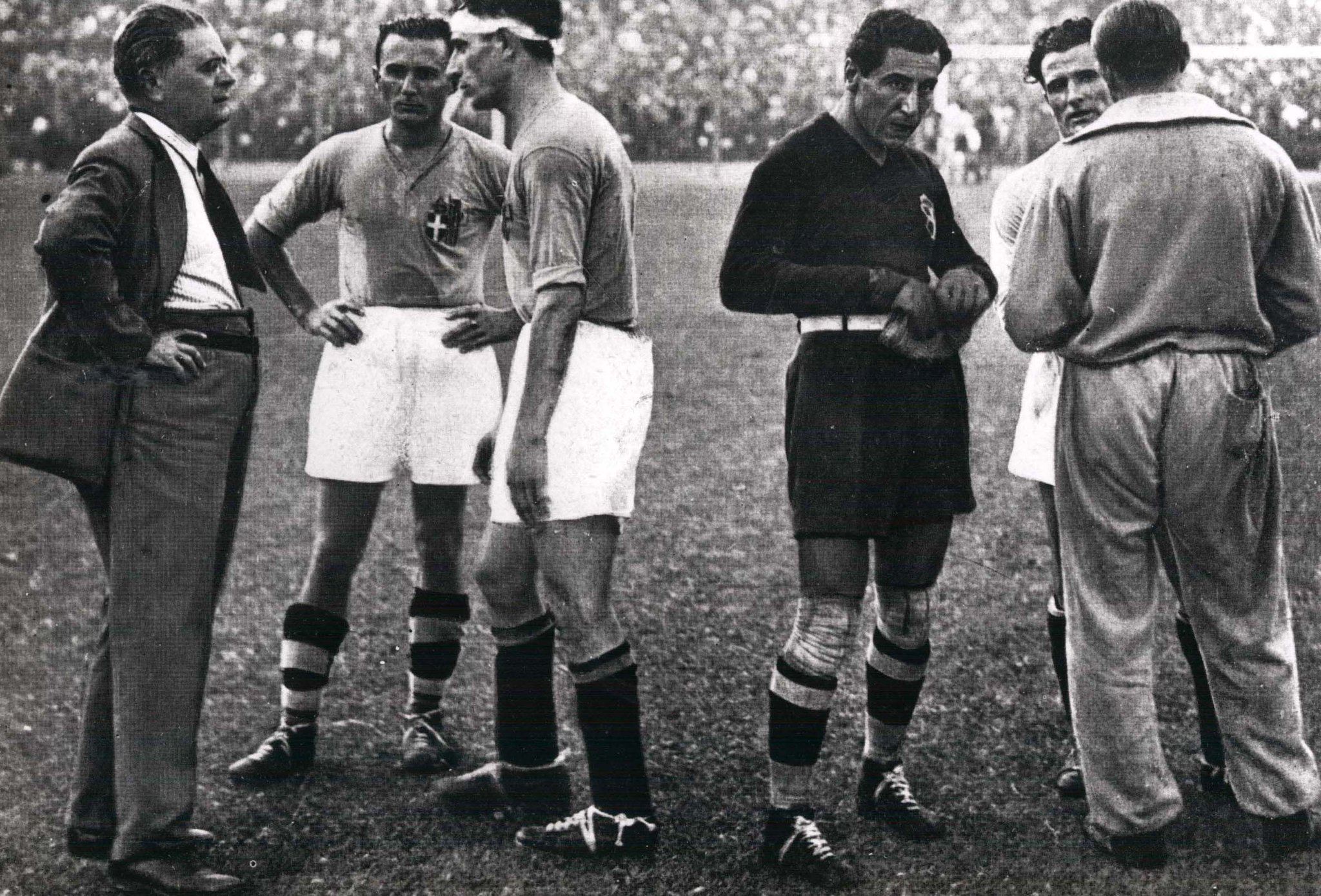
체코슬로바키아와의 결승전의 연장전을 앞두고 몬첼리오와 베르톨리니에게 지시를 내리는 1934년 월드컵의 포초 이탈리아 국가대표팀 감독 (좌측)

포초는 1929년 12월에 이탈리아 국가대표팀 감독으로 정식 복귀했다. 이탈리아는 부다페스트에서 헝가리를 5-0으로 격파하고 1930년 중부 유럽 선수권 대회 우승을 거두었다. 그러나, 이탈리아는 2년 뒤 마이슬의 오스트리아 경이의 선수단(Wunderteam)에게 우승을 내주었다.
1930년에 스페인전에서 패한 후, 포초는 당시 이탈리아의 주장으로 국가대표팀에서 10년을 활약했던 아돌포 발론치에리를 국가대표팀에서 퇴출했다. 1932년 중부 유럽 선수권 대회에서 이탈리아는 오스트리아에 밀려 준우승을 거두었다. 오스트리아는 체코슬로바키아와 마찬가지로 이탈리아에 승리를 거두었고, 이탈리아는 헝가리와의 경기에서 페널티킥을 막아 무승부로 끝낼 수 있었다. 그 결과, 포초는 볼로냐의 주포로 활약하던 안젤로 스키아비오를 국가대표팀에서 재승선시켰지만, 1934년 2월에 월드컵을 앞두고 오스트리아와의 경기에서 이탈리아는 토리노에서 2-4로 또 패했고, 포초는 이번에 움베르토 칼리가리스 주장을 퇴출했다.

### 1934년 월드컵
이탈리아 안방에서 열린 1934년 월드컵은 유럽에서 열린 첫 월드컵으로, 포초의 이탈리아 선수단은 당시 이탈리아의 정치적 상황과 맞물려 논란의 심판 판정의 수혜를 본 것으로 알려졌다. 물론 이탈리아의 파시스트 독재자 베니토 무솔리니가 이탈리아의 준결승전 및 결승전 경기를 주관한 이반 에클린드를 포함해 이탈리아 경기를 앞두고 심판진 몇 명을 만난 것으로 확인되었다. 에클린드는 훗날 이탈리아에 편파판정했다는 비판을 받기도 했다. 이탈리아와 스페인 간의 8강전 본경기는 연장전 끝에 1-1 무승부로 끝났고, 루이 바에르 주심의 판정에 의구심이 제기되었다. 재경기에서 스위스인 르네 메르세 주심도 비판을 피해가지 못했고, 귀국 후 스위스 축구 협회는 그를 제제했다. 두 경기는 매우 거칠게 진행되었는데, 양측 선수들 모두 거친 몸싸움으로 부상을 당했다. 리카르도 사모라가 본경기에서 동점골을 허용할 당시 반칙을 당하고도 별 다른 제제가 없었고, 그를 대신해 재경기에 출전한 후안 호세 노게스도 판정적 피해를 보았다. 이 두 경기에서 최소 3명의 스페인 선수들이 부상으로 중도에 경기장을 퇴장했다. 이탈리아의 마리오 피치올로도 스페인과의 본경기에서 다리 골절로 경기장을 떠나야 했고, 이후 이탈리아 국가대표팀 경기에 출전하지 못했다. 이탈리아는 재경기 끝에 1-0으로 이기면서 준결승에 안착할 수 있었다. 이탈리아는 헝가리와 오스트리아 간의 맞대결에서 이득을 보았는데, 오스트리아가 치열한 경기 끝에 2-1 신승을 거두었다. 준결승전을 앞두고, 오스트리아의 요한 호르바트는 부상으로 빠졌고, 이탈리아는 단 1골로 오스트리아를 제압했다. 해외 동포로 국가대표팀에 합류한 엔리케 과이타는 주세페 메아차가 상대 수문장 페터 플라처가 넘어졌을 때 근거리에서 공을 넘기자 접수하여 골망을 흔들었다. 6월 10일, 로마의 국가 파시스트 국립 경기장에서 열린 이 경기는 기온이 40도에 육박한 가운데 진행되었는데, 체코슬로바키아를 연장전 끝에 2-1로 뒤집고 우승을 쟁취했다. 월드컵 우승과 이탈리아 축구의 발전에 대한 공로로, 포초는 사령관(commendatore) 지위를 받았다.

### 두 월드컵 사이의 행보
포초는 1934년 11월 14일에 아스널의 윌프 코핑이 뒤는 잉글랜드를 상대로 하이버리의 전투(Battle of Highbury) 경기를 펼쳤는데, 이 경기에서 잉글랜드에 2-3으로 패했다.
이탈리아는 포초의 지휘 하에 1935년에 중부 유럽 선수권 대회 정상을 탈환했고, 1936년 하계 올림픽을 앞두고 오스트리아전과 잉글랜드전만 패했다. 이탈리아는 올림픽에서 오스트리아와의 결승전을 연장전 끝에 2-1로 이기고 금메달을 땄다.

### 1938년 월드컵
프랑스에서 열릴 1938년 월드컵을 앞두고 이탈리아는 포초 감독의 임기에 무패행진을 이어나갔다. 실비오 피올라가 1935년에 국가대표팀에 합류하여 국가대표팀 주포로 활약하며 메아차와 최적의 궁합임을 증명했다. 콜롱브에서 열린 개최국과의 8강전에서, 양국은 주 유니폼 색상이 청색이었기에, 이탈리아는 이 경기에서 파시즘과 연관되는 색상인 흑색으로만 된 유니폼의 왼쪽 가슴에 사보이 왕가의 방패와 당원의 속간(Fascio Littorio)의 문양을 달고(무솔리니의 명령에 의한 일로 추정된다)  경기에 출전했다. 안방 관중들의 적대적인 환경에도 불구하고, 이탈리아는 이 경기에서 3-1로 이기고 다음 경기를 치를 수 있게 되었다. 경기 후, 포초는 브라질이 파리에서 열릴 결승전에 올라갈 것이라는 것을 확인했는데, 포초의 이탈리아 선수단과 준결승전에서 격돌하는 브라질 선수단이 마르세유에서 파리로 가는 유일한 비행기편을 이탈리아 선수단에 요청했기 때문이었다. 포초는 푸른 해변에서 일광욕하는 브라질 선수단에 접근해 이탈리아가 승리할 경우를 대비해 비행기표를 넘길 것을 요청했다. 브라질 선수단은 "우리가 당신네를 마르세유에서 이기고 파리로 갈 거니까 그럴리 없죠."라고 거들먹거리며 답했다. 이후 브라질 선수들은 포초의 선수단에게 자신들이 결승전을 치르는 것을 지켜볼 수 있도록 비행기편을 제공하겠다며 비꼬는 듯한 친절을 베풀었다. 포초는 이탈리아 선수단에게 브라질 선수단이 말한 바를 전했고, 선수단의 의욕을 고취시켰다. 이러한 정신적 복수의 갈망을 품은 이탈리아 선수단이 이 경기에서 2-1로 이겼다. 이후에도 브라질 선수단은 이탈리아 선수단에게 비행기 표를 팔기를 거부했고, 그에 따라 이탈리아 선수단은 기차편으로 파리까지 갔다. 이어지는 결승전에서 이탈리아는 헝가리를 4-2로 완파하고 2번째 월드컵 정상에 올랐다. 향간의 소문에 따르면 이탈리아의 파시스트 독재자 베니토 무솔리니가 결승전을 앞두고 "이기거나 죽어라!"라는 전보를 보낸 것으로 알려져 있다. 그러나, 피에트로 라바는 다음과 같이 답하며 일축했다: "아니오, 아니오, 아니오, 그 얘기는 사실이 아닙니다. 그는 행운을 빈다는 전보를 보냈지, '이기거나 죽어라'같은 전보를 보내지 않았습니다" 1938년 월드컵 우승을 거두면서, 포초는 같은 국가대표팀에서 2번의 월드컵 우승을 거둔 첫 감독이 되었고, 이후 2019년 여자 월드컵에서 미국을 이끈 질 엘리스가 같은 업적을 세우기 전까지 이 업적을 달성한 유일한 감독이었다.
1938년과 1939년 사이, 포초는 이탈리아의 역대 최다 연승 기록을 세웠는데, 9승을 세운 포초의 기록은 2019년에 로베르토 만치니가 경신했다. 1935년 11월 24일 헝가리전부터 1939년 7월 20일 핀란드전까지, 포초의 이탈리아 선수단은 30경기 연속 무패 행진을 세웠고, 이도 2021년에 만치니가 경신했다.

### 말년 감독 활동
제2차 세계 대전 중, 포초는 전란 속에서도 자신의 지위를 유지했다. 1948년 하계 올림픽에서 포초는 덴마크와의 8강전에서 마지막 경기를 지휘했는데, 런던 하이버리에서 열린 이 경기에서 이탈리아는 덴마크에 3-5로 패했다. 포초는 95번의 경기에서 63승 17무 16패를 기록(1921년에 기록한 2승은 기술위원회 일원으로 기록한 것으로 95번의 경기에 포함하지 않았다) 그는 유럽 남자 국가대표팀 감독들 중 역대 최장 기간 임기를 부임한 감독의 기록을 보유하고 있다.
그의 마지막 공적 활동은 매우 고된 일이었는데, 1949년 5월 4일에 수페르가의 비극으로 세상을 등진 그의 전 동료와 제자들로 구성된 라 그란데 토리노 선수단의 유해를 발굴하는 일이었는데, 그는 개인 업무로 리스본행에 오르지 않아 화를 면했다.

## 감독 방식

### 체계방식

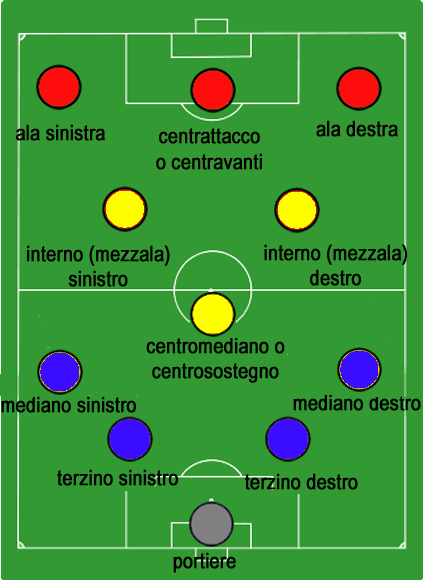
비토리오 포초의 전술 체계(Metodo)

1930년대까지, 축구계에 가장 보편화된 전술은 케임브리지의 피라미드(pyramid of Cambridge)로, 2-3-5 배치 형태의 역피라미드로 선수를 배치하기에 꼭지점에 수문장이 자리했다. 이 전술의 명칭은 영국의 명문대의 이름을 따, 블랙번 로버스가 1890년대에 처음 사용하며 5번의 리그컵을 들어올렸다. 30년 넘게, 영국 섬동네와 나머지 동네에서 큰 변화가 없었다. 제1차 세계 대전 후, 피라미드 전술이 발전하면서, 2가지 전술 형태로 갈라졌다: 아스널의 허버트 채프먼이 활용한 WM 혹은 '시스템'(sistema) 전법과 비토리오 포초와 그의 경쟁자로 오스트리아 국가대표팀 감독을 25년 역임한 후고 마이슬이 동시에 고안한 것으로 알려진 '체계'(metodo) 방식이었다.
포초와 마이슬은 두 수비수를 측면 수비수로 두고, 수비 앞의 두 돌출 수비수 앞의 중원에 배치해 중앙이나 수비형 미드필더로서 전술의 핵이 되었다. 이 방식은 이탈리아에서 중앙 돌출 수비수(centromediano metodista)로 이탈리아에서 통영되었고, 현 연출가(regista)의 시초로 불리는 후방 플레이메이커로서 담당했는데, 이는 포초의 전술 체계에서 교원(metodista)이 수비만 전담하지 않고 창의력을 발휘하는 역할도 맡은 데에 있었다. 따라서, 교원(metodista)는 단순히 상대의 점유를 막는 것 외에도 공을 회수한 뒤 공격을 전개하는 역할도 겸했다. 시스템 전술과 비교했을 때, 공격수를 중앙 수비수 쪽으로 이동시켜 돌출 수비수를 보호할 수 있었다. 그리고, 피라미드 체계에서 두 안쪽 공격수를 뒤로 빼면서, "안쪽 측면" 혹은 "안쪽 측면 선수"(mezzali, 측면 돌출 수비수와 다르다)를 이용해 2-3-2-3 혹은 "WW" 배치 형태를 쓰게 되었는데, 명칭의 유래는 두 W가 세로로 나란히 있는 형태로 선수가 배치되었기 때문이었다. 이 전술 체계로, 기술적 수준이 높은 선수단에 최적화되어 느긋하게 진행되는 전술을 짧은 공넘김으로 운영해, 보다 빠르고 공격적이며 체력 소모가 심한 잉글랜드의 시스템(sistema)과 차별화를 두었다.
포초는 대회 전 훈련장을 차리는 것도 처음으로 고안한 사람으로 회자된다. 그는 역대 최고의 감독으로도 손꼽힌다.

### 동포
포초가 중흥기를 연 배경에는 동포(oriundi)들을 꼽을 수가 있는데, 이탈리아의 국적을 혈통에 따라 취득할 수 있는 데에서 수혜를 본 것이었다. 1930년대에 그는 우루과이에 1930년 월드컵 결승전에서 패했던 아르헨티나 국가대표팀 일원으로 활약하던 루이스 몬티를 차출해 1934년 월드컵 우승의 주역이 되었다.
1934년 월드컵 우승 과정에서 동포 선수들을 차출한 그의 결정에 비판에 대해 그는 "그들이 이탈리아를 위해 목숨 걸고 싸울 수 있다면, 그들은 이탈리아 선수로 뛸 자격이 있습니다"라고 답했고, 이들이 이탈리아에서 군복무를 마쳤다는 점도 짚었다.
그는 부에노스 아이레스 출신의 아르헨티나인으로, 아르헨티나 유니폼을 입고 큰 활약을 펼치지 못했던 라이문도 오르시를 흠모하였다. 오르시는 비록 많은 득점을 올리는 골잡이가 아니었지만, 오르시는 1934년 월드컵 결승전에서 포초의 믿음에 골로 응답했다. 그는 아르헨티나 시절의 실력을 선보인 것 외에도, 포초의 공격 지향적 발상은 스키아비오만큼이나 오르시가 증명했고, 포초는 1938년에 주장을 역임한 주세페 메아차를 중앙 공격수에서 안쪽 공격수로 역할 변화시키는 데에도 성공했다. 물론 포초의 임기에 거둔 성공은 공격진의 활약과도 밀접한 관계가 있다. 1938년 월드컵에서 우루과이 출신의 또다른 '동포' 미켈레 안드레올로가 활약했다.

## 논란
브라이언 글랜빌은 포초가 파시스트가 아니라고 일축했다. 그러나, 그는 1934년 월드컵 시기에 파시스트 민병대 지휘관이자 이탈리아 축구 연맹의 장이었던 조르조 바카로와 동행했다. 잔 파올로 오르메차노의 말에 따르면, 포초는 파시스트도 반파시스트도 아니라고 언급했고, 조르조 보카는 "...정시의 열차를 예찬하고, 그러나, 알피니의 기념물에 존경을 표해도, 파시스트 기념물에 존중을 표하지 않는 전술대(squadrisimi)를 참을 수 없었다"라며 그를 소극적인 파시스트 협력가로 알피니(Alpini)의 장교로 추정했다. 그러나. 제2차 세계 대전 이후, 포초는 파시스트 정부와 협업하고, 이탈리아 사회공화국에 협조한 것으로 고발되어 이탈리아 축구계에서 제명되었다. 그에 따라 토리노 신구장은 그의 명칭이 붙지 않았다. 파시스트 협력 관계에 관한 증언에도 불구하고, 국가 파시스트당 당원인 적은 없었고, 다큐멘터리에 따르면, 그는 1943년 9월에 민족해방위원회에 협조한 것으로 확인되었다.
프랑스에서 1938년에 월드컵에 열릴 때, 이탈리아의 파시스트 정권을 피해 도망친 이들은 이탈리아 국가대표팀의 대회 참가에 크게 반발했다. 노르웨이와 치른 이탈리아의 첫 경기에서, 22,000명의 관중들 중 3,000명 가량 되는 파시스트에 반대하는 이탈리아인들은 국가대표팀을 "무솔리니의 국가대표팀"이라며 항의의 표시로 야유했다. 포초는 이 행위에 매우 논란이 큰 방식으로 응수한 것으로 회자된다. 양측 선수단이 입장할 때, 이탈리아 선수들은 당시 보편적이었던 파시스트 경례를 했다. 그 결과, 관중들 사이에서 야유와 휘파람 소리가 더욱 커졌다. 포초는 이에 맞불 대응하는 일이 선수단의 사기를 떨어뜨릴 것이라 판단했다. 야유 소리가 사라지고, 선수들이 팔을 내리자, 포초는 선수단과 함께 경기장 중앙에 섰고, 로마식 경례를 하도록 선수들에게 명했다. 이후, 그는 이 사태에 대해 다음과 같이 말했다: "우리는 도발전에서 이겼으니, 경기를 하자"
포초는 선수들이 국가가 연주될 때 계속해서 파시스트 경례를 하도록 명했다. 이후 그는 다음과 같이 주장했다: "경기는 극단적으로 정치적 신경전으로 얽히고설켰습니다. 그리고 매우 불공정하게요. 왜냐 하면 우리 선수들은 이 상황에서 정치적으로 무언가 사고를 칠 생각이 없었지만, 당시 파시스트 경례가 공식적 국가 상징이었고, 국가에 대한 맹세를 증명할 의례로 무언가를 해야 했기 때문이었습니다. 이 행위는 우리나라를 상징하며, 우리의 상징색과 문양을 자긍심 있게 쓰는 것이 자연스러운 일이니까요. [...] 제 생각한 바도 있지만, 제 의무도 무엇인지를 알고 있었습니다. 우리가 늘 그렇듯이 경기를 치르러 나갈 때, 계획적으로 귀를 먹먹하게 할 야유와 모욕이 뒤따랐습니다. 그리고 우리는 야유 소리가 끊일 때까지 손을 내리지 않았습니다. 그들은 의도대로 우리를 주눅들게 하지 못했습니다."

## 감독 은퇴 후
포초는 감독일을 그만둔 후 라 스탐파(La Stampa)에서 이탈리아 국가대표팀으로서 전성기를 열기 전처럼 기자로서 활동을 계속했다. 그는 1950년 월드컵 당시 이탈리아의 국가대표팀 경기와 관련해 기사들을 보도했다.

## 최후와 이후의 평가
포초는 이탈리아 국가대표팀이 푸른 군단 감독 시절에 2번 우승한 중부 유럽 선수권 대회의 후신인 1968년 유럽 선수권 대회에서 안방에 우승하는 것을 지켜본 후인 그해 말 12월 21일에 향년 82세로 영면에 들었다. 그는 가족의 고향 폰데라노의 공동묘지에 묻혔다.  1986년, 토리노 시립 경기장은 포초의 이름을 따 개칭되었다. 현재 경기장의 명칭은 대 토리노 올림픽 경기장이다. 2016년, 그를 기리기 위해 폰데라노에 그의 기념품을 전시한 박물관이 개장했다.

## 수상

### 감독
이탈리아
- 월드컵: 1934, 1938
- 중부 유럽 선수권 대회: 1927–30, 1933–35
- 하계 올림픽: 1936

### 개인
- 이탈리아 축구 명예의 전당: 2011[65]
- 월드 사커 역대 최고의 감독 13위: 2013[66][67]

### 서훈
- 스포츠 공로 성훈[68]

## 같이 보기
- 질 엘리스, 여자 월드컵 단일 국가 2연패를 달성한 최초의 여성 감독

## 참고 문헌
- Baker, William Joseph (1988), 《Sports in the Western World》, Urbana, IL: University of Illinois Press, ISBN 978-0-252-06042-7
- Wilson, Jonathan (2009), 《Inverting the Pyramid: The History of Football Tactics》, London: Orion, ISBN 978-1-4091-0204-5